# Menonvillea nordenskjoeldii
Menonvillea nordenskjoeldii là một loài thực vật có hoa trong họ Cải. Loài này được (Dusén) Rollins mô tả khoa học đầu tiên năm 1955.